# Hou Ting-Sung
Hou Ting-Sung es un deportista taiwanés que compitió en tenis de mesa adaptado. Ganó una medalla de bronce en los Juegos Paralímpicos de Sídney 2000 en la prueba de equipo (clase 9).

## Palmarés internacional
| Representando a China Taipéi |                    |                   |          |
| Juegos Paralímpicos          |                    |                   |          |
| Año                          | Lugar              | Medalla           | Prueba   |
| 2000                         | Sídney (Australia) | Medalla de bronce | Equipo 9 |